# 配位高分子
配位高分子（はいいこうぶんし、coordination polymer, 一部は金属有機構造体 (metal-organic framework, MOF) とも呼ばれる）とは、多座配位子と金属イオンからなる連続構造を持つ錯体のことである。例えば二座配位子Lと二配位の金属イオンMからは (-M-L-M-L-) 構造が無限に連なった配位高分子が生成し得る。配位高分子においては金属イオンは主鎖の中に位置しており、共有結合性の主鎖を持つ有機高分子の側鎖に導入された配位サイトに金属イオンが配位した高分子錯体 (例：ポリアクリル酸の塩) とは異なる概念である。ただし、上記の構造を持っていても、極めて単純な構造を持つ配位子から生成するもの (例、Zn2+イオンとO2-イオンから生成するZnO: 酸化亜鉛) は配位高分子とは呼ばれない。
一般的に配位高分子は難溶性の固体で、近年ではその構造、ガス吸着特性、導電性、磁気的性質などの特徴が研究され触媒やナノ素材として注目されている。また、配位高分子は多孔性材料として注目を集める（多孔性ではない配位高分子も多数報告されている）。
多孔性材料としては一般的に活性炭やゼオライトがよく知られており、他にもメソポーラスシリカ、メソポーラスアルミナ、有機多孔体など、多様な多孔性材料がある。広い意味でとらえればRO膜やイオン交換膜も多孔性材料の一種ととらえることも可能である。また後述するように、多孔性配位高分子から発展して出来た（新たに定義された）COF (Covalent Organic Framework) もある。これらの材料と比較して、配位高分子は下記の特徴を有する点から注目を集めている。
- 多くの配位高分子は多座配位子と金属イオンの溶液を室温もしくは200℃以下の加熱環境で混ぜるだけで簡便に多孔性材料を得ることが出来る。
- 結晶性が良い材料が多く、細孔のサイズの均一性が極めて高い。細孔径に分布がほとんど無い。
- "孔"を形成する"壁"がとても薄い（分子1層分）ため、表面積が極めて大きい（1gあたりサッカー場よりも広い表面積を有する配位高分子がある）。
- 多くの配位高分子は亜鉛、アルミニウムなどの安価な金属イオンとテレフタル酸（もしくはその誘導体）からなるため、原材料費はペットボトルと変わらないほど安価である。
- 細孔のサイズはテレフタル酸の部分を変更すれば容易に変えることが出来る。しかも配位子を変更して得られる新たな配位高分子の細孔サイズは、やはり均一性が高く分布がほとんど無い。
- 配位子に種々の官能基を導入することで親水性や発光特性などを調節することが出来る。
- 結晶性が良いことから、細孔を形成する骨格や、細孔内に取り込んだ分子の状態が均質であり、詳細な情報が得やすい。特に単結晶X線構造解析に耐える試料が多いため、精緻な構造情報が得やすい。

定義から考えれば、「配位高分子」に該当する材料は古くから知られていたが、上記のような特徴から、近年急速に報告が増えている。
また、さらなる高比表面積化や生体安全性の向上を目指してCOFと呼ばれる有機多孔体にも注目が集まっている。